# Gaurax clubionae
Gaurax clubionae är en tvåvingeart som beskrevs av Hickman 1971. Gaurax clubionae ingår i släktet Gaurax och familjen fritflugor. Inga underarter finns listade i Catalogue of Life.